# شبستان

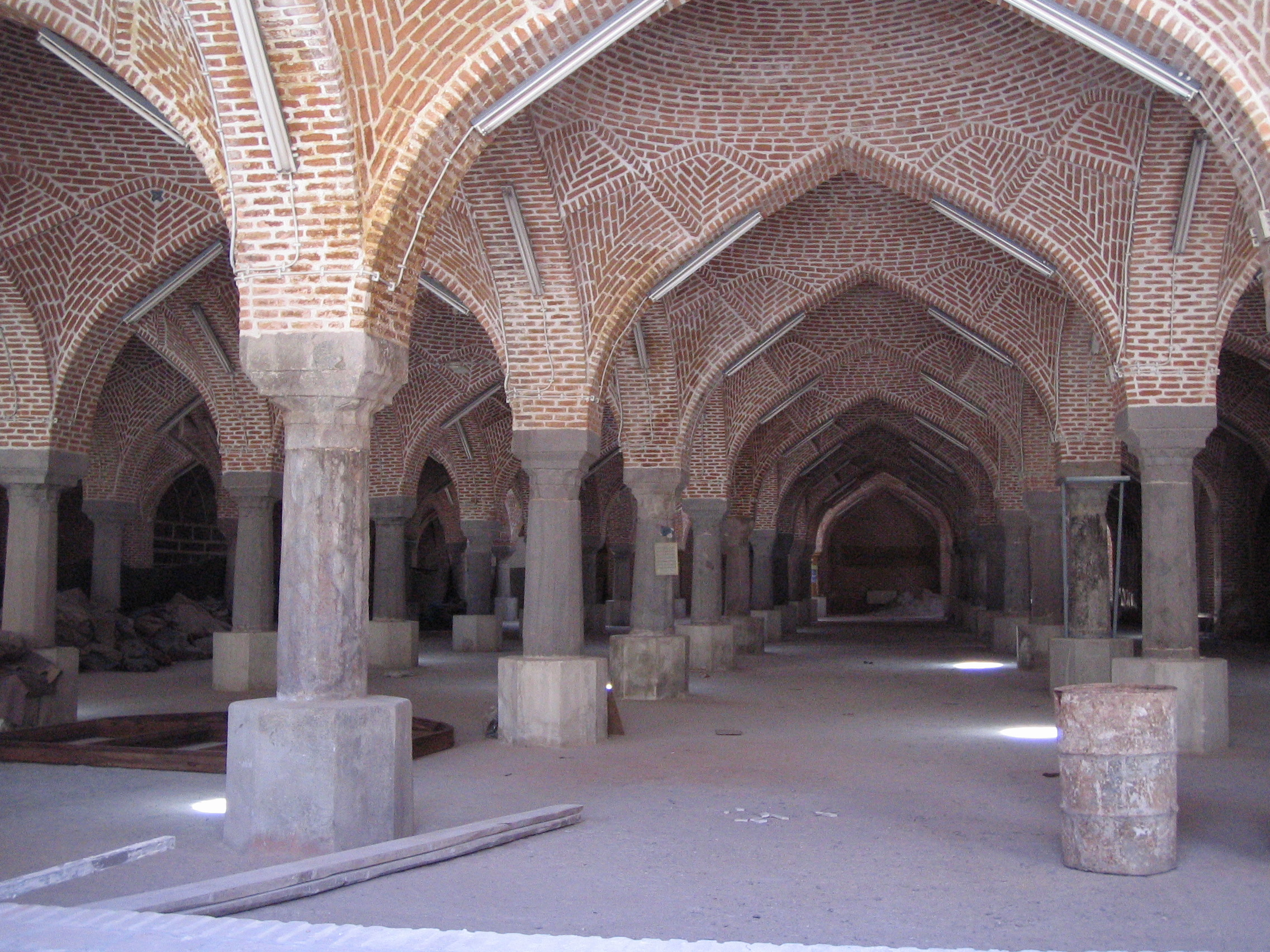
شبستان مسجد تبریز

شبستان قسمتی است از مسجدهای بزرگ که دارای سقف است. شبستان‌ها فضاهای سرپوشیده و دارای ستون‌های یک شکل و موازی‌اند که از یک طرف به صحن مسجد راه دارند.
همچنین شَبستان مکانی بود در خانهٔ پادشاهان قدیم که خلوت‌خانه و حرم‌سرا و خوابگاه آنان به‌شمار می‌آمد.
در دورهٔ قاجار در ایران شبستان را اندرون، اندرونی و زنانه می‌گفتند.
شبستان که در آن نماز گزارده می‌شود، یکی از فضاهای اصلی همه مساجد بوده‌است، که معمولاً دارای دو بخش زنانه و مردانه است. اکثر مساجد دارای شبستان زمستانی و تابستانی می‌باشند. این فضا که محراب در آن واقع است، در بعضی از مساجد با ستون و در بعضی دیگر بدون ستون می‌باشد. شبستان‌های بدون ستون از ویژگی‌های مساجد عثمانی می‌باشد.
واژهٔ شبستان برای دلالت بر چنین فضاهایی در مسجدها، امری دیرینه نیست و از حدود سدهٔ دوازدهم هجری قمری است که در متون تاریخی به معنای فضای نمازخانه‌های مسجدها به کار برده شده‌است.

## انواع شبستان بر اساس شکل

#### نوع اول: شبستان‌های طنبی
که معمولاً متشکل از اتاقی مستطیلی و کم‌وبیش در مواردی با شکلی متفاوت است و جزء کم‌مساحت‌ترین شبستان‌ها به‌شمار می‌روند. پوشش سقف این مسجدها، گاه با طاق است و گاه تخت است.

#### نوع دوم: شبستان‌های گنبدخانه‌ای
این شبستان‌ها، فضاهایی معمولاً چهارگوش دارند که سقف آنها گنبدی است.

#### نوع سوم: شبستان ستون‌دار
که محصول قرارگیری سقف بر مجموعه‌ای از ستون‌ها است که گاه این سقف طاقی و گاه نیز تخت است.

#### نوع چهارم: شبستان‌های مرکب
محصول ترکیب لااقل دو نوع از سه نوع شبستان پیش گفته شده‌است.
- شبستان (کلیسا)
- شبستان زمستانی
- معماری اسلامی
- شوادون
- دارالشتا

## نگارخانه

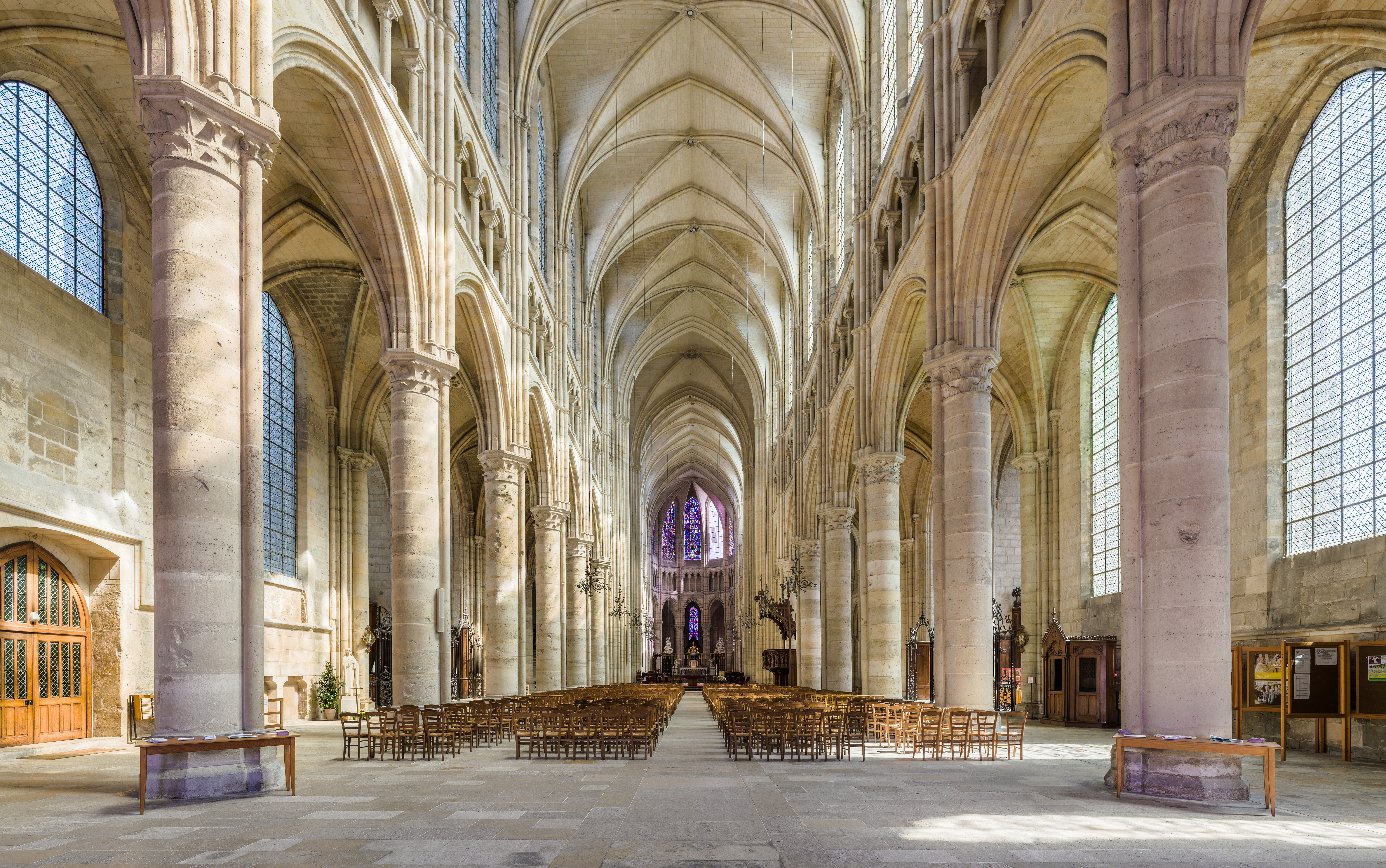
شبستان کلیسای جامع سوآسون در پیکاردی، فرانسه
شبستان مسجد کاروانسرای دیر گچین
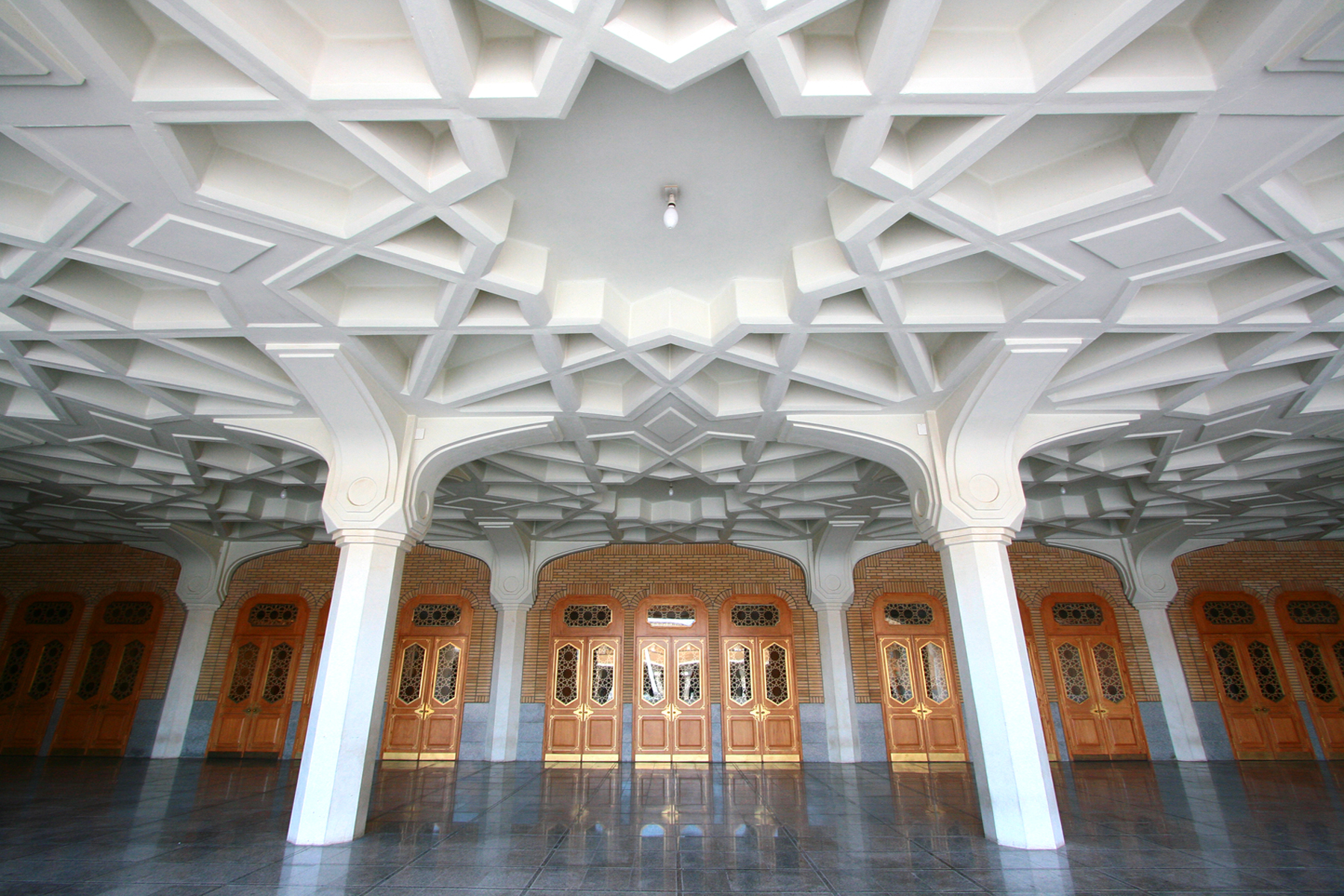
ورودی شبستان جامع «امام خمینی» در حرم فاطمه معصومه در شهر قم
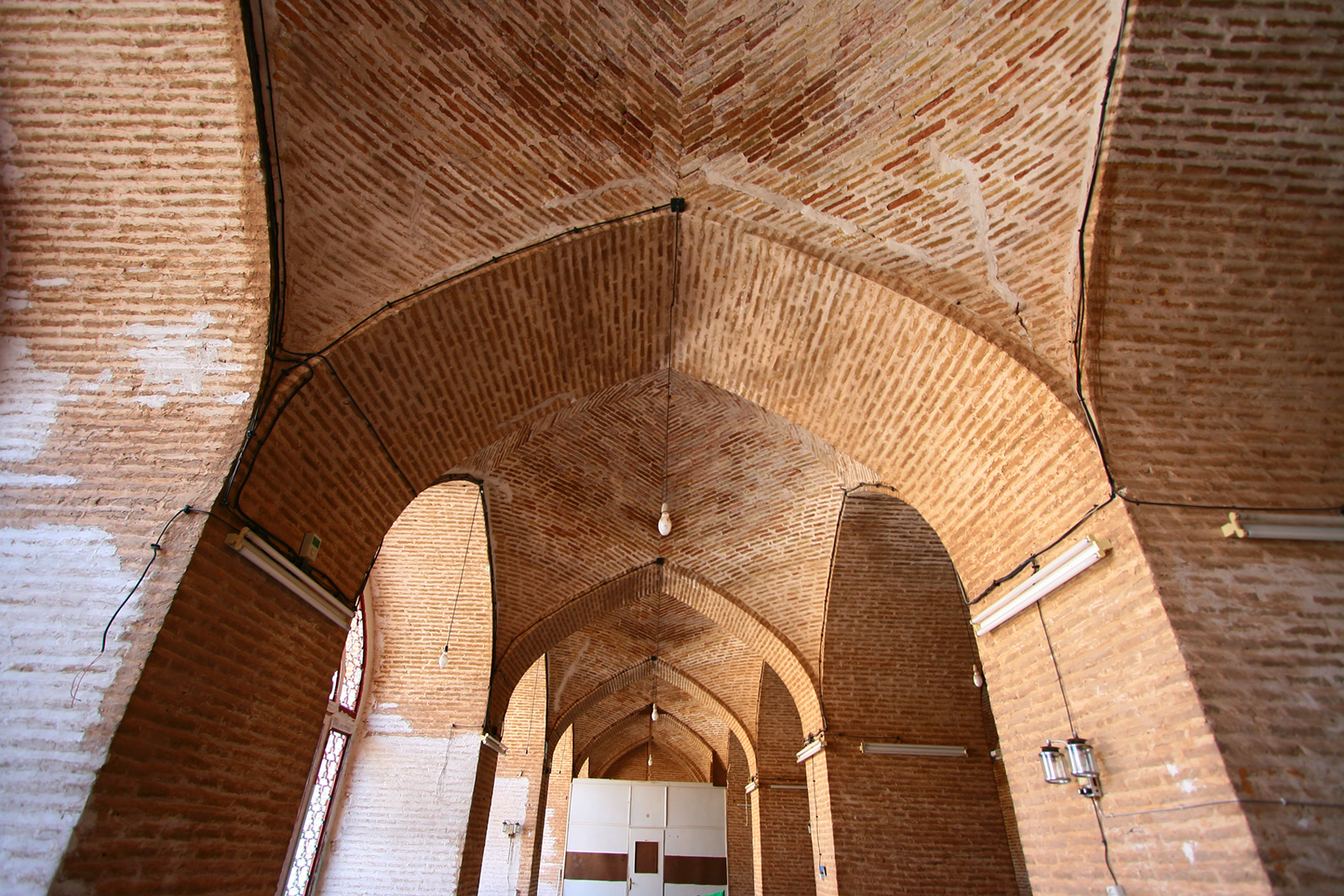
شبستان مسجد جامع قم